# F 스코어
F 스코어(F-score)는 이진 분류 및 정보 검색 시스템의 통계 분석에서 예측 성능의 측정값이다. 이는 테스트의 정밀도와 재현율을 통해 계산된다. 여기서 정밀도는 정확하게 식별되지 않은 샘플을 포함하여 양성으로 예측된 모든 샘플의 수로 나눈 참양성 결과 수이고 재현율은 참양성 결과 수이다. 양성으로 확인되어야 하는 모든 샘플의 수로 나눈 값이다. 정밀도는 양성 예측 값이라고도 하며, 재현율은 진단 이진 분류에서 민감도라고도 한다.
F1 스코어는 정밀도와 재현율의 조화 평균이다. 따라서 하나의 측정 항목에서 정밀도와 재현율을 대칭적으로 나타낸다. 더 일반적인 것 Fb 점수는 추가 가중치를 적용하여 정밀도나 재현율 중 하나를 다른 것보다 더 중요하게 생각한다.
F 스코어의 가능한 가장 높은 값은 1.0으로 완벽한 정밀도와 재현율을 나타내며, 가능한 가장 낮은 값은 정밀도나 재현율이 0인 경우 0이다.

## 같이 보기
- 혼동 행렬
- NIST (계량)
- 수신자 조작 특성